# Alicularia scalaris
Alicularia scalaris là một loài rêu tản trong họ Jungermanniaceae. Loài này được (Schrad.) Corda miêu tả khoa học lần đầu tiên năm 1830.